# Over the Top (Seefahrt)
Der Ausdruck Over the top entstammt der Seemannssprache.
Zur Zeit der Windjammer war und ist es Brauch, dass die neu anheuernden Matrosen ihre Seetüchtigkeit unter Beweis stellen mussten. Dazu wurde von ihnen verlangt, den höchsten Schiffsmast (meist der Großmast, teilweise auch der Mittelmast) des Segelschiffes zu entern. Dabei mussten die Kandidaten die Wanten auf der einen Schiffsseite aufentern und auf der anderen wieder hinab. Wer diese Prüfung bestanden hatte, durfte anheuern, war over the top.
Im übertragenen Sinn wird damit auch das Bestehen einer Lebensprüfung oder auch die Zugehörigkeit zu einer Gruppe oder Elite gemeint.